# Notoceresium
Notoceresium is een kevergeslacht uit de familie van de boktorren (Cerambycidae). De wetenschappelijke naam van het geslacht werd voor het eerst geldig gepubliceerd in 1901 door Blackburn.

## Soorten
Notoceresium omvat de volgende soorten:
- Notoceresium elongata McKeown, 1942
- Notoceresium impressiceps Blackburn, 1901
- Notoceresium setistriatus McKeown, 1942
- Notoceresium toxopeusi Gressitt, 1959